# Seán Conlan
Seán Conlan (* 1975 im County Monaghan, Irland) ist ein früherer irischer Politiker. Er war bis November 2015 Mitglied der Fine Gael.

## Leben
Conlan ist der Sohn des Politikers John Conlan und studierte Wirtschaftswissenschaften am University College Dublin. Er war als Solicitor tätig. 2009 wurde er in den Ballybay Town Council gewählt. Er trat bei den Wahlen zum Dáil Éireann 2011 für die Fine Gael im Wahlkreis Cavan–Monaghan an und konnte genügend Stimmen auf sich vereinen, um als Teachta Dála (Abgeordneter) in den Dáil Éireann einzuziehen. 2012 stellte er seine Freundin, eine Barrister, als persönliche Assistentin auf Kosten des Oireachtas ein. Im September 2015 wurde er verhaftet, weil er an einer Kneipenschlägerei beteiligt war.  Gegen ihn wurde Anklage wegen Schusswaffenbesitzes und wegen gefährlicher Körperverletzung erhoben. Er trat dann am 24. November 2015 aus der Fine Gael aus. Am 1. Dezember 2015 wurde er gegen eine Kaution aus der Untersuchungshaft entlassen. Bei den Wahlen 2016 trat er als unabhängiger Kandidat an, erreichte jedoch nicht die notwendigen Stimmen.